# ایوایلو آسپاروهوف
ایوایلو آسپاروهوف (بلغاری: Ивайло Любчев Аспарухов؛ زادهٔ ۳۱ مارس ۱۹۷۱) بازیکن فوتبال اهل بلغارستان است.
از باشگاه‌هایی که در آن بازی کرده است می‌توان به باشگاه فوتبال لوکوموتیو صوفیه و باشگاه ورزشی ژوونتود اشاره کرد.